# Литовські монети євро
Литовські монети євро — вісім монет євро, випущених Монетним двором Литви. Кожна з монет має свій унікальний дизайн. Мотив дрібних монет — герб Литви. Всі монети містять на реверсі 12 зірок ЄС і рік випуску. Випускаються з 1 січня 2015.

## Дизайн монет
| 0,01 €             | 0,02 €             | 0,05 €             |
| ------------------ | ------------------ | ------------------ |
| Витіс — герб Литви | Витіс — герб Литви | Витіс — герб Литви |
| 0,10 €             | 0,20 €             | 0,50 €             |
| Витіс — герб Литви | Витіс — герб Литви | Витіс — герб Литви |
| 1,00 €             | 2,00 €             | По краю монети €2  |
| Витіс — герб Литви | Витіс — герб Литви |                    |